# Bredsjö
Bredsjö is een plaats in de gemeente Hällefors in het landschap Västmanland en de provincie Örebro län in Zweden. De plaats heeft 57 inwoners (2005) en een oppervlakte van 51 hectare.